# 狀態變數
狀態變數是指在動態系統中，可以描述系統數學狀態的一組變數，可以在系統未受到外力干擾的情形下，預測系統未來的特性。若是系統是由一組互相耦合的一階微分方程來表示，即稱為是狀態變數型的系統模型。

## 舉例
- 在力學系統中，組件的位置座標及速度是典型的狀態變數，知道這些資訊後，可能可以確認系統後續的狀態。
- 熱力學中的狀態變數也稱為态函数，像溫度、壓力、體積、內能、焓及熵等。相反的，像熱及功（英语：Work (thermodynamics)）都是過程函數，不是态函数。
- 在電路中，流經電子元件的電流以及電路節點的電壓常常都是狀態變數。
- 在生態系統模型（英语：ecosystem model）中，植物、動物及資源（營養、有機物質）的數量（或是濃度）都是典型的狀態變數。

## 控制系統工程
在控制工程以及其他工程和科學領域中，會用狀態變數來表示系統的狀態。狀態變數的可能組合所形成的集合即為系統的狀態空間。系統目前的狀態會和以往狀態以及目前輸入有關，說明其關係的方程即為狀態方程。說明系統輸出和系統狀態，輸入關係的即為輸出方程。針對線性非時變系統的狀態方程以及輸出方程可以用矩陣A, B, C和D來表示：
{\displaystyle A\in \mathbb {R} ^{N\times N},\quad B\in \mathbb {R} ^{N\times L},\quad C\in \mathbb {R} ^{M\times N},\quad D\in \mathbb {R} ^{M\times L},}
其中N, L和M是狀態向量，輸入向量及輸出向量的維度。

### 離散時間系統
離散時間系統（數位系統）中表示目前狀態的狀態向量（狀態變數的向量）是{\displaystyle x[n]}，其中n是離散化的時間，離散時間狀態方程為
{\displaystyle x[n+1]=Ax[n]+Bu[n],}
描述了系統的下一個狀態(x[n+1])和目前狀態以及輸入u[n]之間的關係。輸出方程為
{\displaystyle y[n]=Cx[n]+Du[n],}
描述了輸出y[n]和目前狀態以及輸入u[n]之間的關係。

### 連續時間系統
連續時間系統（類比系統）中表示目前狀態的狀態向量是{\displaystyle x(t)}，連續時間狀態方程人中為
{\displaystyle {\frac {dx(t)}{dt}}=Ax(t)+Bu(t),}
描述了系統狀態的變化率{\textstyle {\frac {dx(t)}{dt}}}和目前狀態以及輸入u(t)之間的關係。輸出方程為
{\displaystyle y(t)=Cx(t)+Du(t),}
描述了輸出y(t)和目前狀態x(t)以及輸入之間的關係u(t)。